# Theta Canis Majoris
Theta Canis Majoris (14 Canis Majoris) é uma estrela na direção da constelação de Canis Major. Possui uma ascensão reta de 06h 54m 11.48s e uma declinação de −12° 02′ 18.9″. Sua magnitude aparente é igual a 4.08. Considerando sua distância de 252 anos-luz em relação à Terra, sua magnitude absoluta é igual a −0.36. Pertence à classe espectral K4III.